# 23190 Klages-Mundt
23190 Klages-Mundt è un asteroide della fascia principale. Scoperto nel 2000, presenta un'orbita caratterizzata da un semiasse maggiore pari a 2,5218097 UA e da un'eccentricità di 0,1380855, inclinata di 4,10353° rispetto all'eclittica.